# ハーダマル
ハーダマル (ドイツ語: Hadamar,  [ˈhaːdamar]) またはハーダマー は、ドイツ連邦共和国ヘッセン州ギーセン行政管区のリムブルク＝ヴァイルブルク郡に属す市である。
本市は郡庁所在地のリムブルク・アン・デア・ラーンと境を接し、ケルンとフランクフルト・アム・マインとの間、ヴェスターヴァルト南端のエルプバッハ川沿いに位置しており、その高度は海抜 120 m から 390 m である。
ハーダマルは、市の郊外にある精神医学および精神治療のためのハーダマル・フィトス・クリニークで知られている。この病院の付属建造物にハーダマル追悼の場がある。そこは、国家社会主義の時代にハダマー安楽死施設として使われていたハーダマル療養・介護施設で殺害された身体障害者や精神障害者を追悼する場である。

## 地理

### 隣接する市町村
ハーダマルは、北はドルンブルク、エルプタール、ヴァルトブルン、東はベーゼリヒ、南はリムブルク・アン・デア・ラーンおよびエルツ（以上、いずれもリムブルク＝ヴァイルブルク郡）、西はフントザンゲン（ラインラント＝プファルツ州ヴェスターヴァルト郡）と境を接している。

### 地質学
ハーダマル地域の地盤は、風化した玄武岩、輝緑凝灰岩、輝緑岩、粘板岩で構成されている。これらは、分厚い黄土の地層で覆われている。

### 気候
平均年間降水量は 739 mm で、ドイツで観測される値の中央 1/3 に含まれる標準的な値である。これよりも降水量が少ない測候所はドイツ全体の 49 % である。最も乾燥する付きは2月、最も降水量が多い月は12月である。12月には、最も少ない2月の約1.5倍の降水がある。降水量は年中を通してあまり変化せず、ほぼ均等に降る。これよりも降水量の変動が小さい測候所は全体の 6 % に過ぎない。

### 森林
ハーダマル市には、612 ha 以上の森林がある。その大部分にあたる 206 ha がニーダーハーダマル市区で、179 ha がニーダーツォイツハイム市区、91 ha がシュタインバッハ市区、72 ha がオーバーツァイツハイム市区、35 ha がオーバーヴァイヤー市区で、中核市区の森は約 30 ha である。ハーダマル市内の森林は、生育領域「北部リムブルク盆地」に属している。市の森の樹木の種類は、ブナが 38 %、トウヒが 26 %、オークが 17 %、その他の広葉樹が 13 %、マツが 3 %、ベイマツが 2 %、カラマツが 1 % である。

### 市の構成
本市は6市区からなる。
| 市区                                     | 市区                          | 1910年の人口 | 2020年の人口 | 面積 (km2) | 人口密度 (人/km2) |
| ---------------------------------------- | ----------------------------- | ------------ | ------------ | ---------- | ----------------- |
| ハーダマル（中核市区）                   | Hadamar (Kernstadt)           | 2,735        | 3,959        | 7.54       | 525.1             |
| ニーダーハーダマル（中核市区に含まれる） | Niederhadamar (zur Kernstadt) | 1,193        | 4,149        | 8.50       | 488.1             |
| ファウルバッハ（中核市区に含まれる）     | Faulbach (zur Kernstadt)      | 138          | 145          | *          | *                 |
| ニーダーヴァイヤー                       | Niederweyer                   | 132          | 198          | 1.36       | 145.6             |
| ニーダーツォイツハイム                   | Niederzeuzheim                | 877          | 1,514        | 7.65       | 197.9             |
| オーバーヴァイヤー                       | Oberweyer                     | 560          | 864          | 4.16       | 207.7             |
| オーバーツォイツハイム                   | Oberzeuzheim                  | 673          | 1,280        | 6.61       | 193.6             |
| シュタインバッハ                         | Steinbach                     | 641          | 1,170        | 6.15       | 190.2             |
| 合計                                     | 合計                          | 6,811        | 13,279       | 40.97      | 324.1             |

* ファイルバッハの面積と人口密度は中核市区に組み込まれている。

## 歴史
本市の名前は、832年のカロリング時代の交易文書に Hatimer という表記で初めて記録されている。この街は1320年にエーミヒ伯が旧ナッサウ＝ハーダマル家を創設し、かつてのシトー会修道院の所領を基盤に水城を築いたことで大きな重要性を得た。ハーダマルは1324年に都市権を獲得し、その直後に市壁を建設した。旧ナッサウ＝ハーダマル家の断絶後、遺産争いが起こり、本市はナッサウ家と他の貴族家との間で分割された。1540年3月14日、壊滅的な大火災が起こった。3軒の家屋を残し、街全体が焼失した。
ナッサウ＝ハーダマル伯（後に侯）ヨハン・ルートヴィヒ（1590年 - 1653年）の下、大規模な都市改造が行われた。彼は新たなナッサウ＝ハーダマル家を創設し、ハーダマルを宮廷都市とした。特に古い水城をバロック様式の城館に拡張し、多くのカトリック修道会を定住させた。その中にイエズス会も含まれていた。彼らはその修道院とギムナジウムでハーダマルを重要な学研都市とする基礎を築いた。この宮廷都市では、「ハーダマル・バロック」と呼ばれる文化的時代区分のバリエーションが発展した。

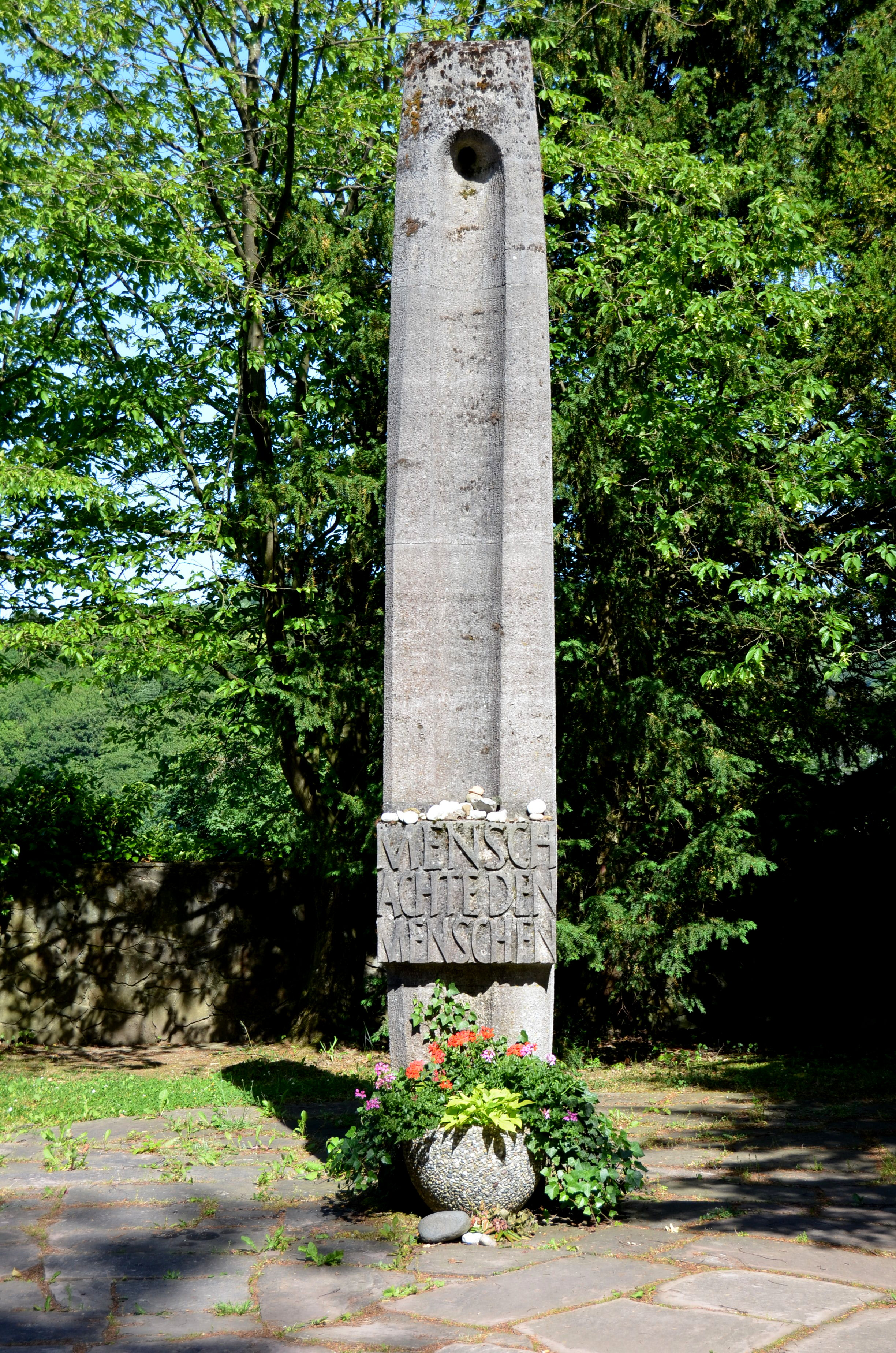
ハダマー安楽死施設の犠牲者追悼碑

1711年にヨハン・ルートヴィヒの孫にあたるフランツ・アレクサンダーが亡くなったことで新ナッサウ＝ハーダマル家は断絶した。その相続を巡ってナッサウ家の数多くの家系が争った。その中からナッサウ＝ディーツ家が勝者となった。ハーダマルは、多くの周辺村落の行政中心となった。この街は1815年にナッサウ公国の一部となり、1866年にプロイセン領となった。1870年にこの街は鉄道で結ばれた。
1883年に設立された精神病院は、1941年からナチのハダマー安楽死施設とされ、推定で少なくとも14,494人の身体障害者、精神病患者、いわゆる「ハーフ・ユダヤ人」や「東方労働者」が殺害された。現在はこの犯罪に対する悔恨の場が設けられている。
第二次世界大戦後、ズデーテン地方からのドイツ系難民の定住を促進するため、全国的に有名なエルヴィン＝シュタイン＝ガラス専門学校が設立された。

### 市町村合併
ヘッセン州の地域再編に伴い1971年12月31日に、それまで独立した自治体であったニーダーヴァイヤー、ニーダーツォイツハイム、オーバーヴァイヤー、オーバーツォイツハイム、シュタインバッハが合併した。

### 領邦・行政体の変遷
以下のリストは、ハーダマルの属した領邦および行政体を概観するものである。
- 7世紀から: ニーダーラーンガウの伯の支配下に置かれる。
- 12世紀から1332年まで: ディーツ伯領（ドイツ語版）およびライニンゲン伯領（ドイツ語版、英語版）
- 1332年 - 1394年: 神聖ローマ帝国ナッサウ＝ハーダマル伯
- 1394年 - 1405年: 神聖ローマ帝国ナッサウ＝ディレンブルク伯（ドイツ語版）とカッツェンエルンボーゲン伯（ドイツ語版、英語版）との間で紛争
- 1405年 - 1479年: 神聖ローマ帝国ナッサウ＝ハーダマル伯とカッツェンエルンボーゲン伯の共同統治
- 1479年 - 1492年: 神聖ローマ帝国ナッサウ＝ディレンブルク伯とヘッセン方伯による共同統治（1492年から1557年までヘッセンは一部を借金の担保とした）
- 1492年 - 1522年: 神聖ローマ帝国ナッサウ＝ディレンブルク伯とエプシュタイン家の共同統治
- 1522年 - 1535年: 神聖ローマ帝国ナッサウ＝ディレンブルク伯とケーニヒシュタイン家の共同統治
- 1535年 - 1557年: 神聖ローマ帝国ナッサウ＝ディレンブルク伯とシュトルベルク＝ケーニヒシュタイン伯との共同統治
- 1557年 - 1607年: 神聖ローマ帝国ナッサウ＝ディレンブルク伯領
- 1607年 - 1711年: 神聖ローマ帝国ナッサウ＝ハーダマル侯領アムト・ハーダマル
- 1717年 - 1743年: 神聖ローマ帝国ナッサウ＝ディレンブルク侯領アムト・ハーダマル
- 1743年 - 1806年: 神聖ローマ帝国ナッサウ＝オラニエ侯領の一部としてのナッサウ＝ディーツ伯領（ドイツ語版）アムト・ハーダマル
- 1806年 - 1813年: ベルク大公国ジーク県ハーダマル小郡
- 1813年 - 1815年: ナッサウ＝オラニエ侯国アムト・ハーダマル
- 1816年から: ドイツ連邦ナッサウ公国アムト・ハーダマル
- 1849年から: ドイツ連邦ナッサウ公国クライスアムト・ハーダマル
- 1954年から: ドイツ連邦ナッサウ公国アムト・ハーダマル
- 1867年から: 北ドイツ連邦プロイセン王国ヘッセン＝ナッサウ州（ドイツ語版、英語版）ヴィースバーデン県（ドイツ語版、英語版）オーバーラーン郡
- 1871年から: ドイツ国プロイセン王国ヘッセン＝ナッサウ州ヴィースバーデン県オーバーラーン郡
- 1886年から: ドイツ国プロイセン王国ヘッセン＝ナッサウ州ヴィースバーデン県リムブルク郡
- 1918年から: ドイツ国プロイセン自由州ヘッセン＝ナッサウ州ヴィースバーデン県リムブルク郡
- 1944年から: ドイツ国プロイセン自由州ナッサウ州リムブルク郡
- 1945年から: アメリカ管理地区（ドイツ語版）グロース＝ヘッセン（ドイツ語版、英語版）、ヴィースバーデン行政管区リムブルク郡
- 1949年から: ドイツ連邦共和国ヘッセン州ヴィースバーデン行政管区リムブルク郡
- 1968年から: ドイツ連邦共和国ヘッセン州ダルムシュタット行政管区リムブルク郡
- 1974年から: ドイツ連邦共和国ヘッセン州ダルムシュタット行政管区リムブルク＝ヴァイルブルク郡
- 1981年から: ドイツ連邦共和国ヘッセン州ギーセン行政管区リムブルク＝ヴァイルブルク郡

## 住民

### 宗教統計
- 1885年: 福音主義信者 448人 (19.01 %)、カトリック信者 1,803人 (76.50 %)、ユダヤ教徒 106人 (4.50 %)
- 1961年: 福音主義信者 984人 (16.66 %)、カトリック信者 4,858人 (82.05 %)

出典: Historisches Ortslexikon

## 行政

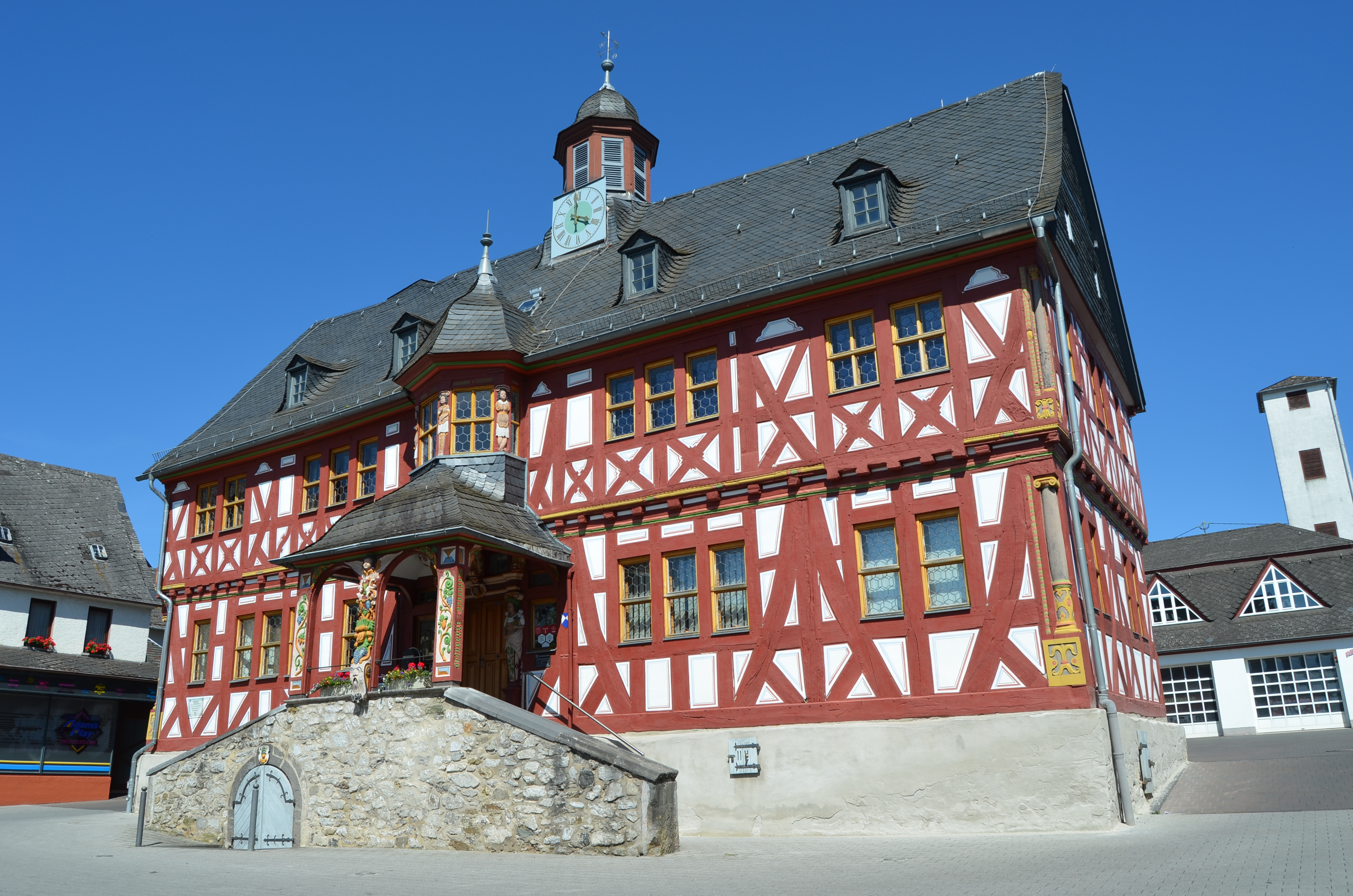
ハーダマル市庁舎

### 議会
ハーダマルの市議会は37議席で構成される

### 首長
ミヒャエル・ルオフ (CDU) は2015年6月に市長に再選された。

### 紋章
図柄: 青地。2本の、金の柄と金の鍔を持つ銀の剣が斜め十字に配置され、4つの銀色の梁型十字がちりばめられている。
解説: ハーダマルの市章は15世紀末にハーダマル市とハーダマル地方で用いられていた印章のデザインに由来する。紋章の十字は平和の象徴であり、十字に組み合わされた剣は権力を表している。

### 姉妹都市
ハーダマルは以下の都市と姉妹都市協定を結んでいる。
- ベルリーヴ＝シュル＝アリエ（フランス語版、英語版）（フランス、アリエ県）1973年
- インプルネータ（イタリア、トスカーナ州）1991年

フランスの都市ベルリーヴ＝シュル＝アリエとの姉妹都市関係は、1973年10月に姉妹都市協定文書に署名し、手交することで確立された。両市の行政当局の恒常的な結びつきが保たれ、あらゆる分野での住民の相互訪問が支援され、双方のより円滑な意思疎通によって全ヨーロッパ的親愛の活発な感情が惹起され、ヨーロッパの一体化に起用したことは、厳粛に讃えられる。
1991年からはイタリア、フィレンツェ近郊の都市インプルネータとも姉妹都市関係を結んだ。

## 文化と見所

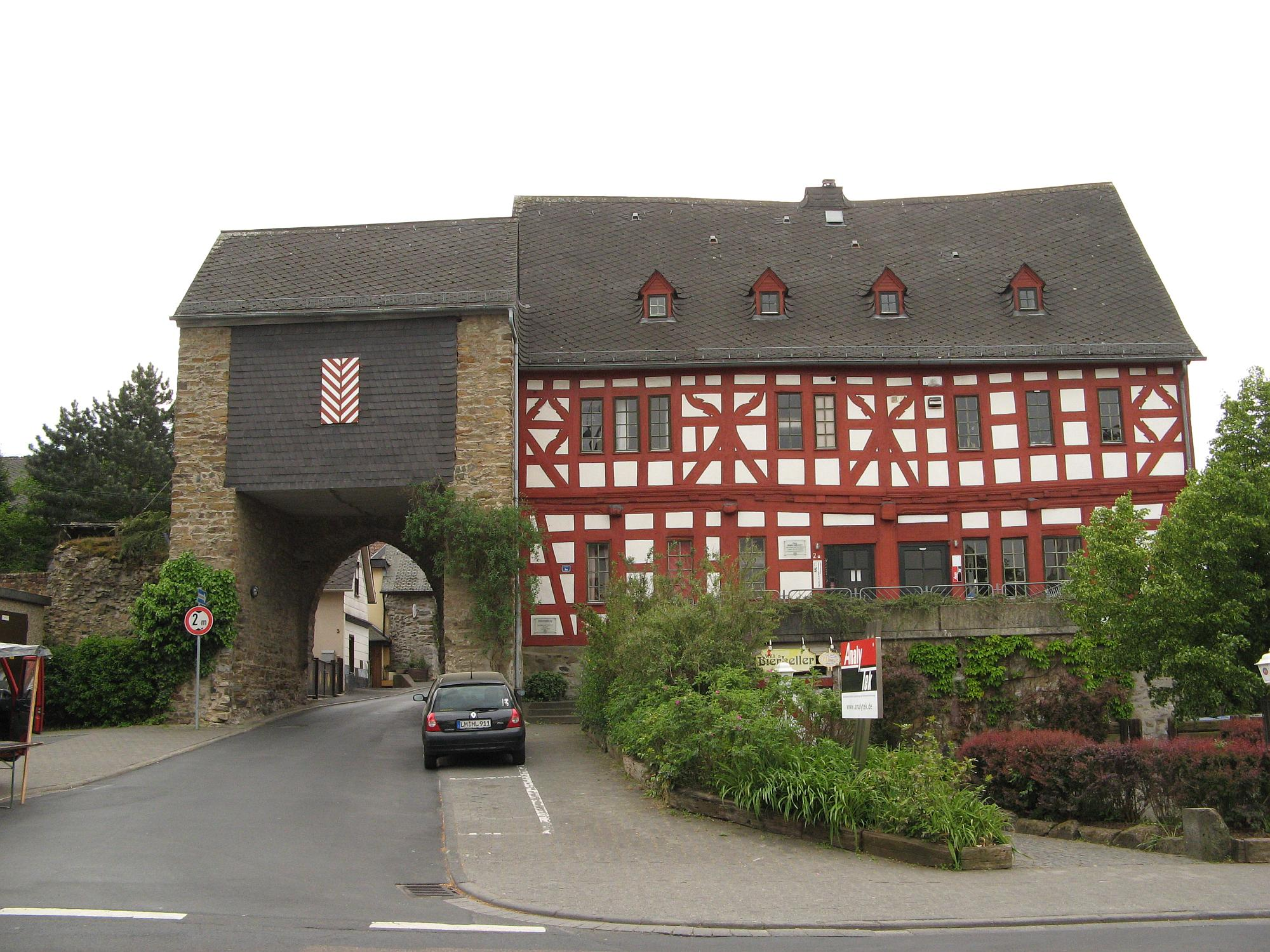
リムブルガー門とイエズス会寄宿舎

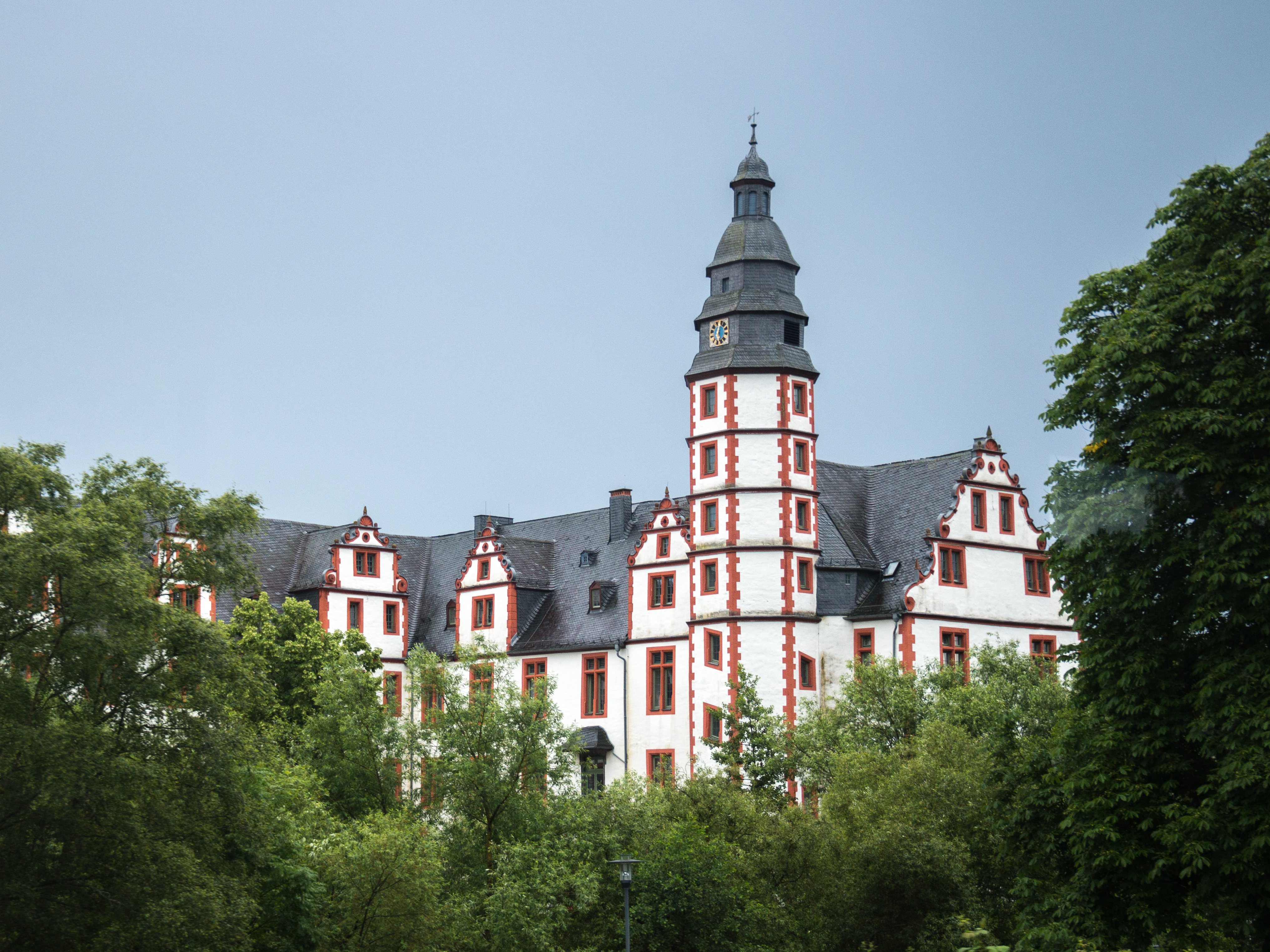
ハーダマル城

### 建築

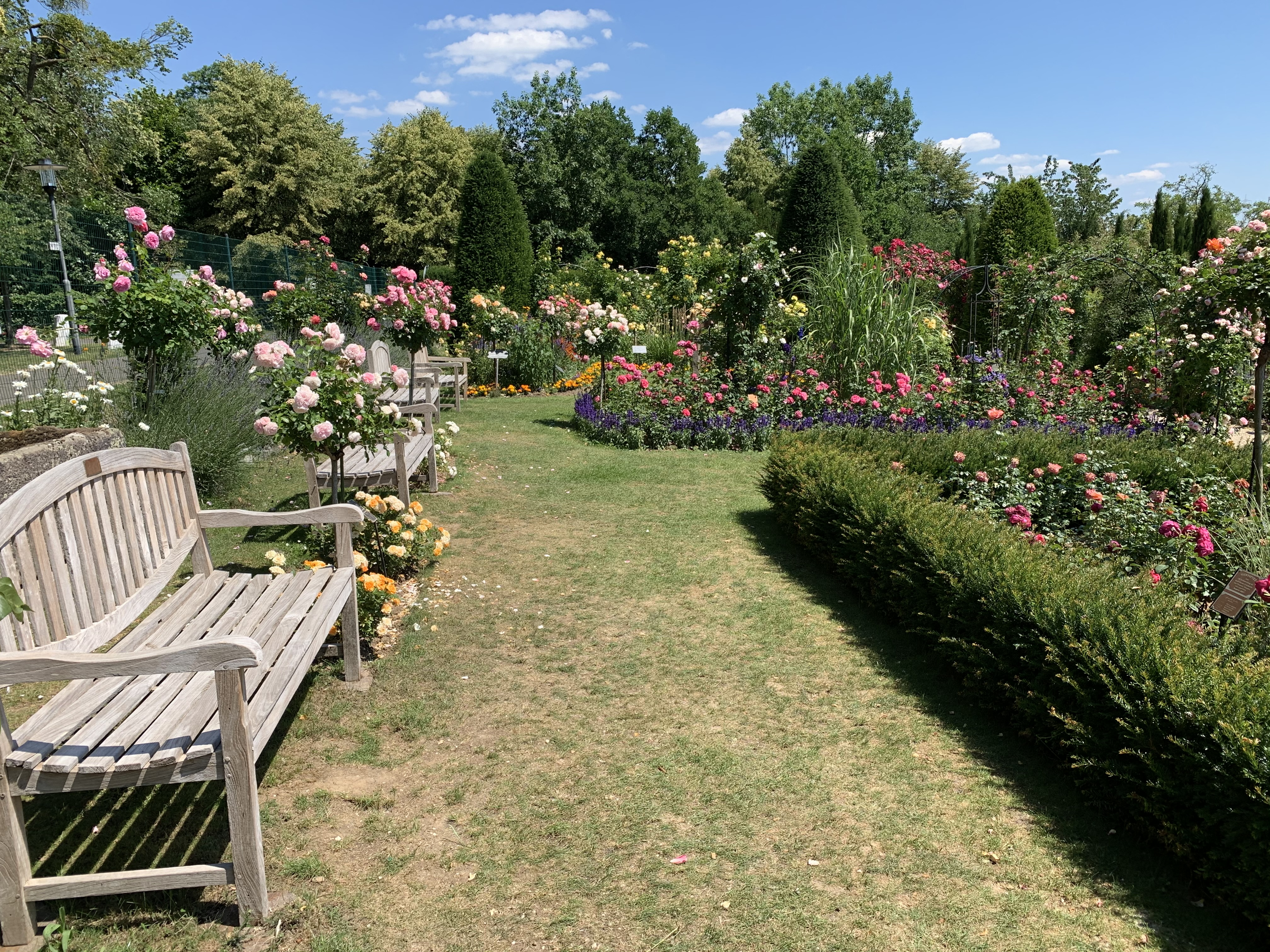
バラ園

旧市街には数多くの木組み建築が保存されている。市庁舎（1639年建造）や、リムブルガー門につながっているイエズス会寄宿舎（17世紀初期）もその例である。
ハーダマルには多くの教会が建てられている。エルプバッハのゴシック様式の聖母教会は、1376年以前にゴシック様式のハレンキルヒェとして建設され、1818年まで市教会として使われていた。さらにこの教会は、盛んなマリアの巡礼の目的地でもあった。ゴシック様式のインテリアは宗教改革の時代に破壊され、あるいは売却された。現在の主祭壇は1738年にバロック彫刻の様式で製作された。聖母教会の塔に設置されている「マリアの鐘」は、1451年に製造されたもので、ドイツの現在も使われている鐘の中で最も古いものの1つである。バロック様式の現在の市教会聖ヨハネス・ネポムク教会は、イエズス会施設の一部である（1756年/1758年建造）。城館の東翼にある城館教会は1791年から福音主義ハーダマル教会となっている。
メンヒスベルクのエギディーン教会は、1632年から1816年までフランシスコ会修道院の一部であった。ここにはナッサウ＝ハーダマル家の成員31人が埋葬されている。旧市街の高台にバロック様式のヘルツェンベルク礼拝堂（1676年頃建造）があり、ハーダマル侯の心臓が埋葬されている。これらの教会はハーダマルバロックの様式に贅沢に設えられている。
この街にはシナゴーグの建物も遺っている。現在この建物ではユダヤ人の生活に関する常設展示が行われている。
旧市街の端、エルプバッハ側の畔にかつてのナッサウ家の居城ハーダマル城があり、その旧厩舎に市立博物館が入居している。市内にはシュタイネルネ橋と聖ヴェンデリン橋の2つの古い橋が架かっている。
遠くからも観ることができる立派なコンヴィクト（寄宿制学校）の建物は街の上にそびえているように見える。

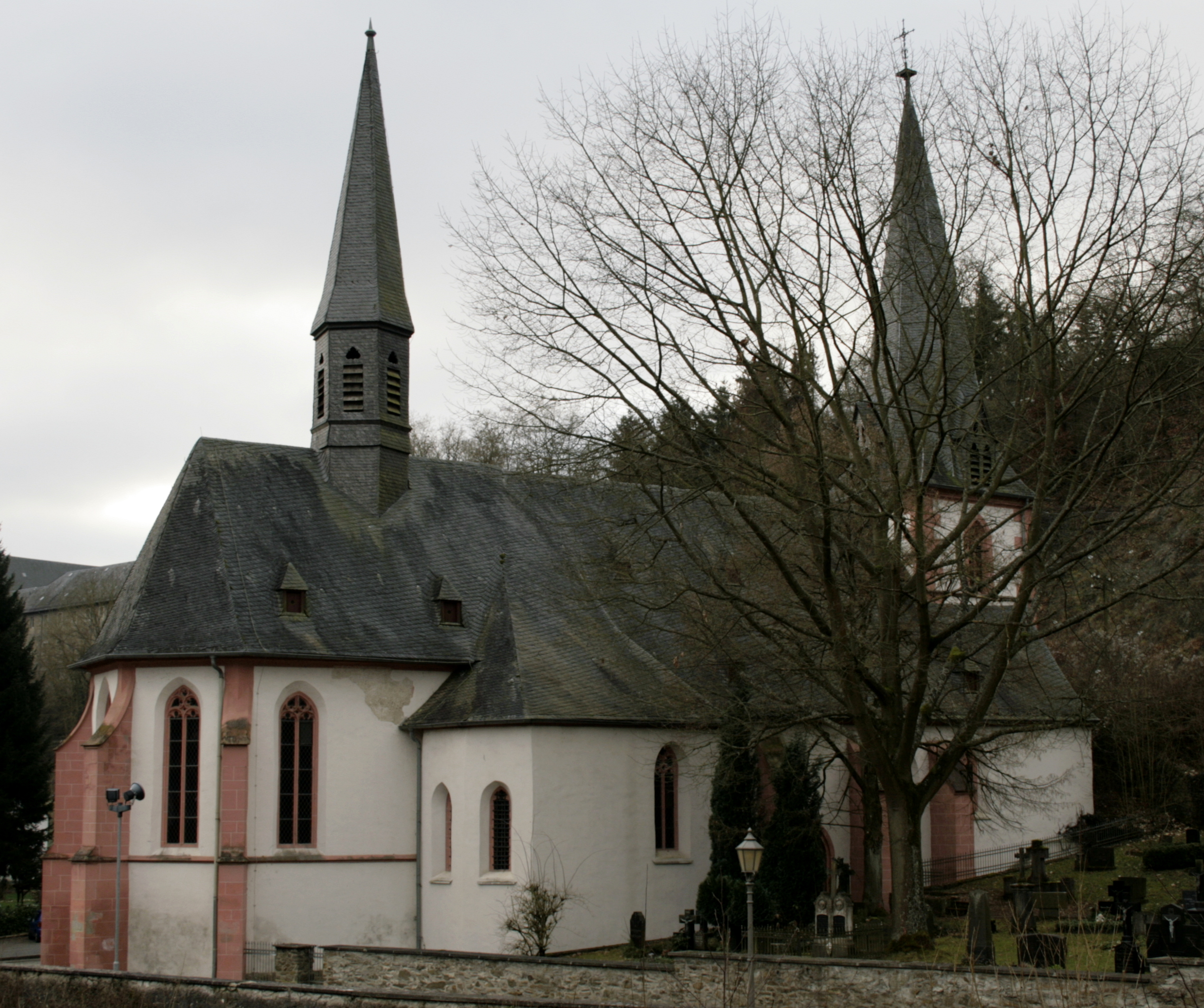
聖母教会
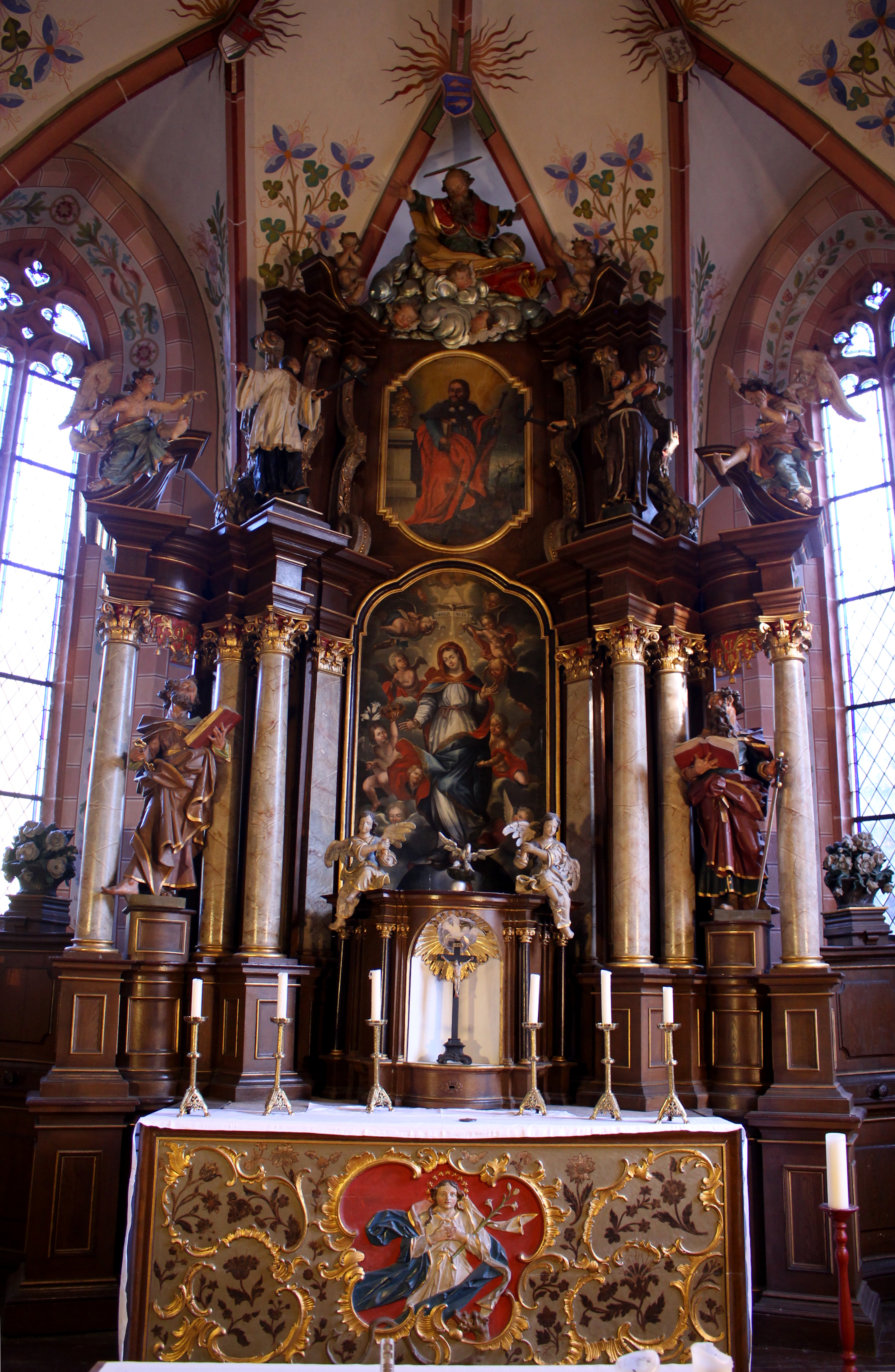
聖母教会の主祭壇
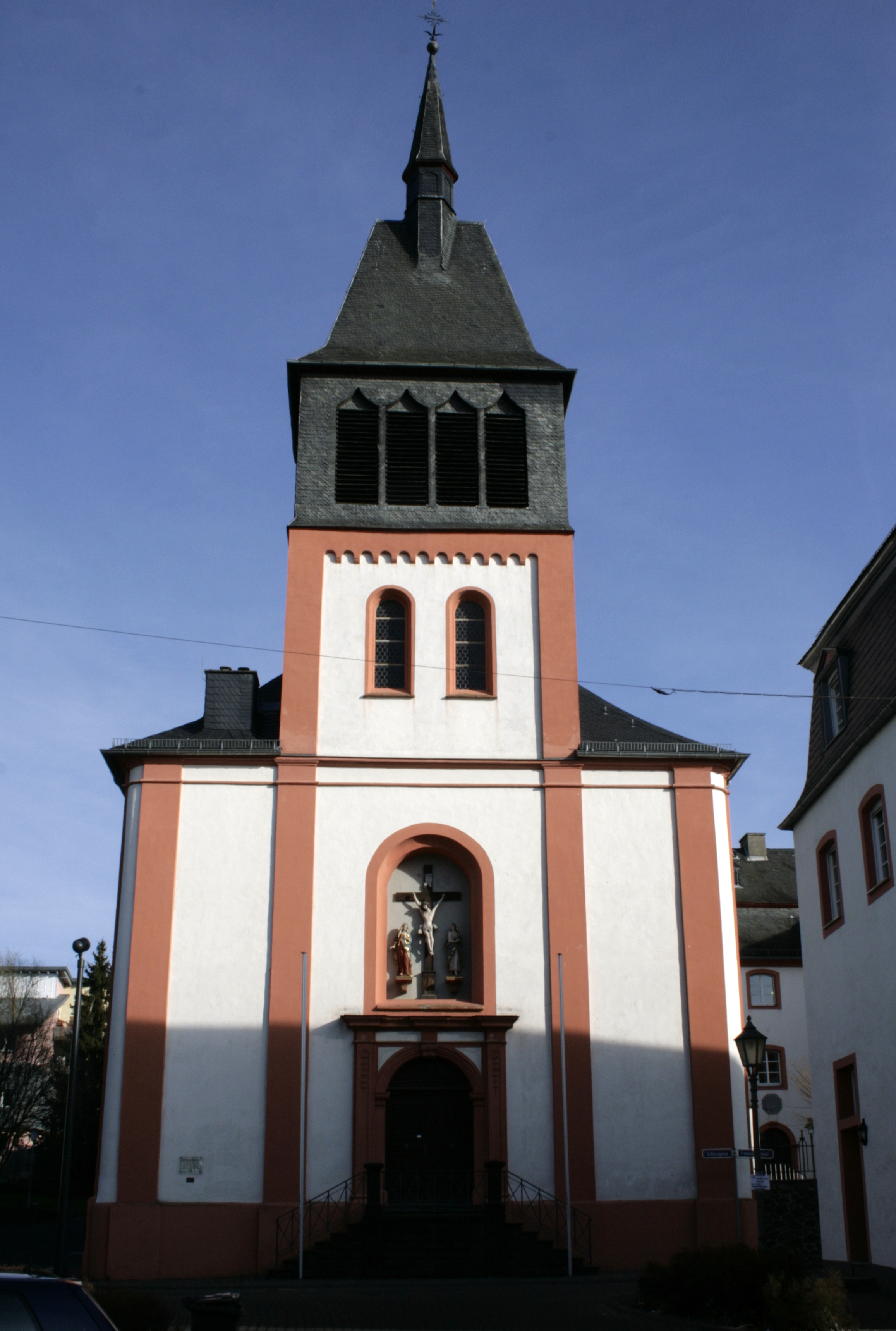
聖ヨハネス・ネポムク教会
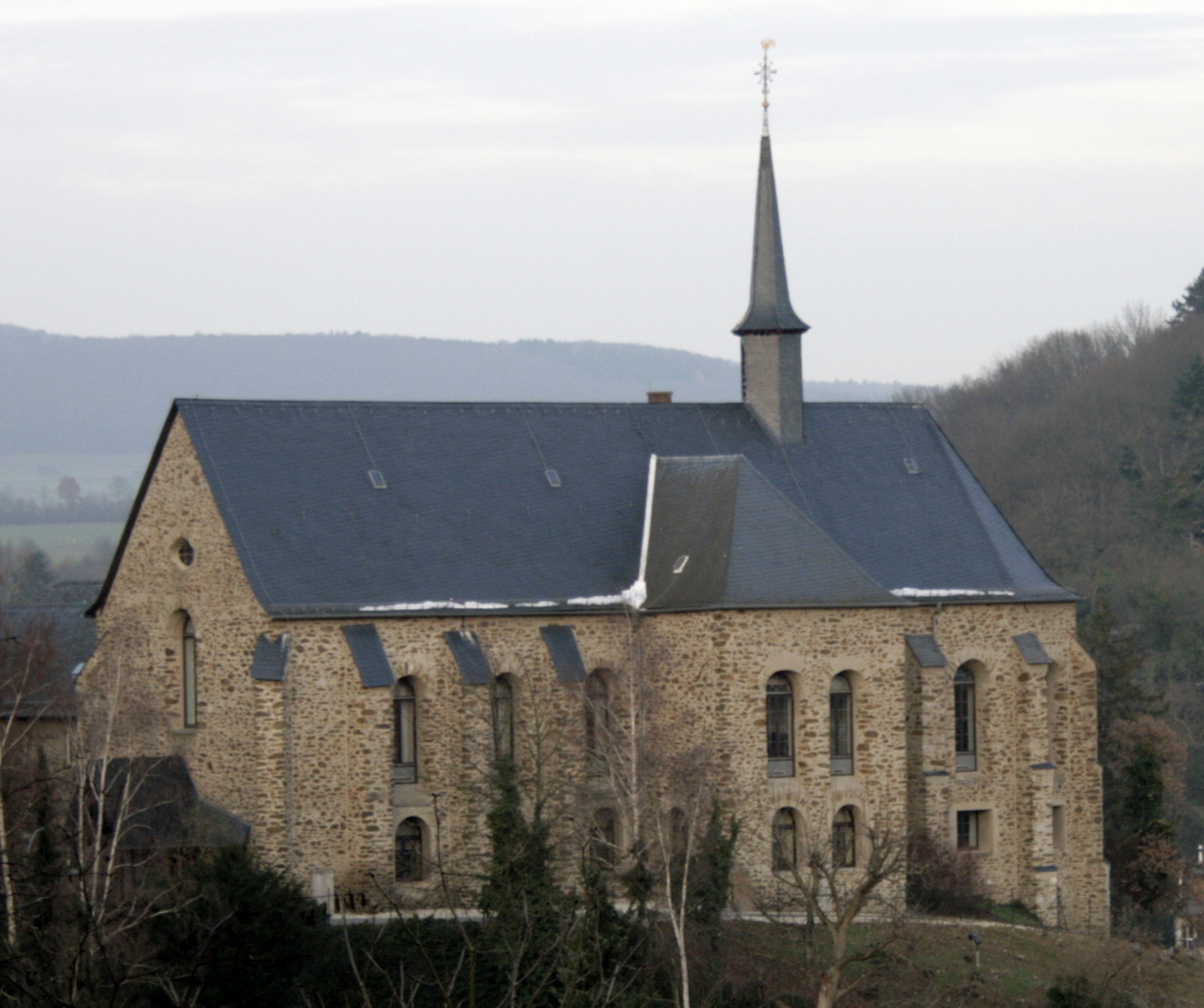
エギディーン教会
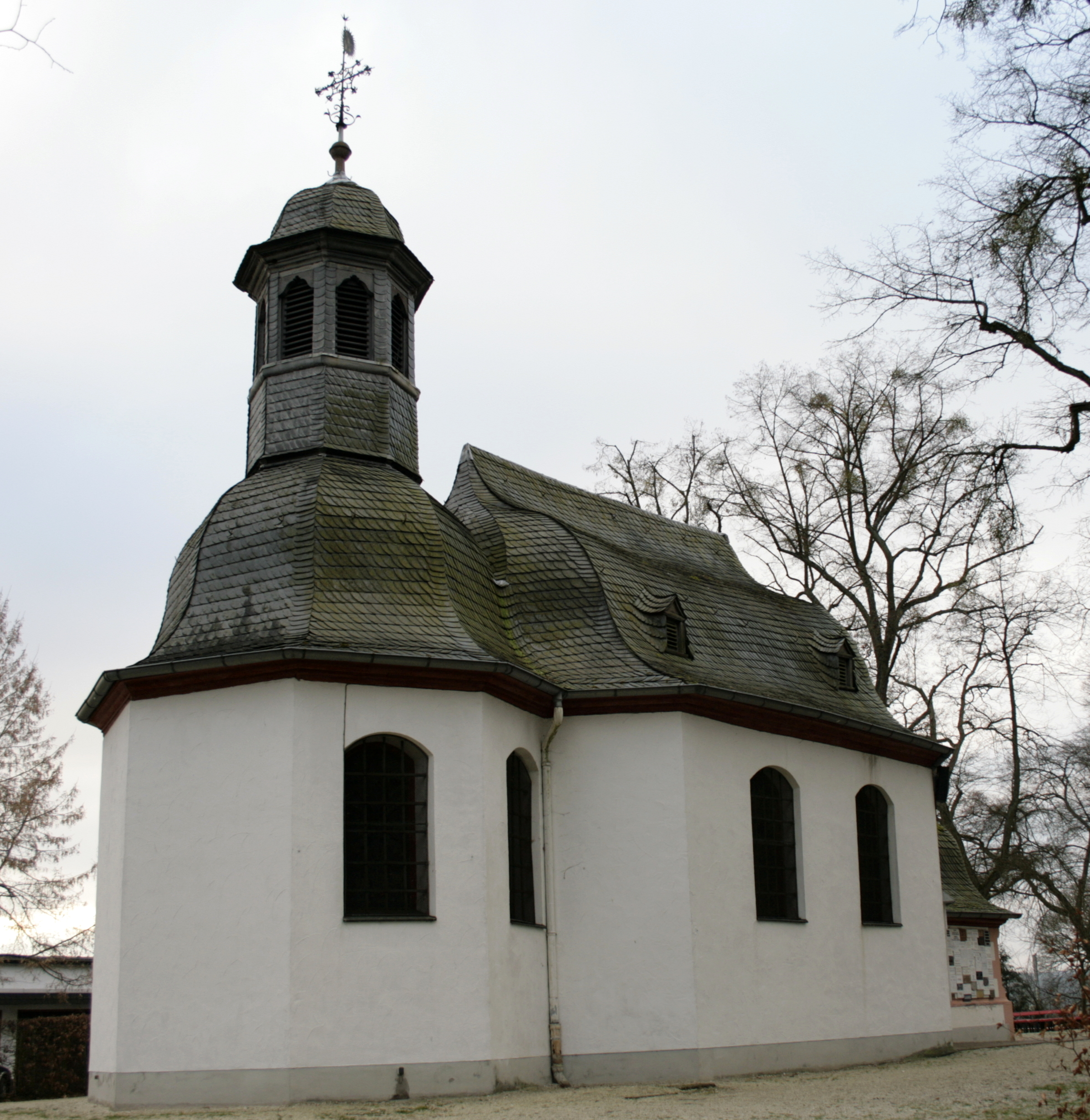
ヘルツェンベルク礼拝堂
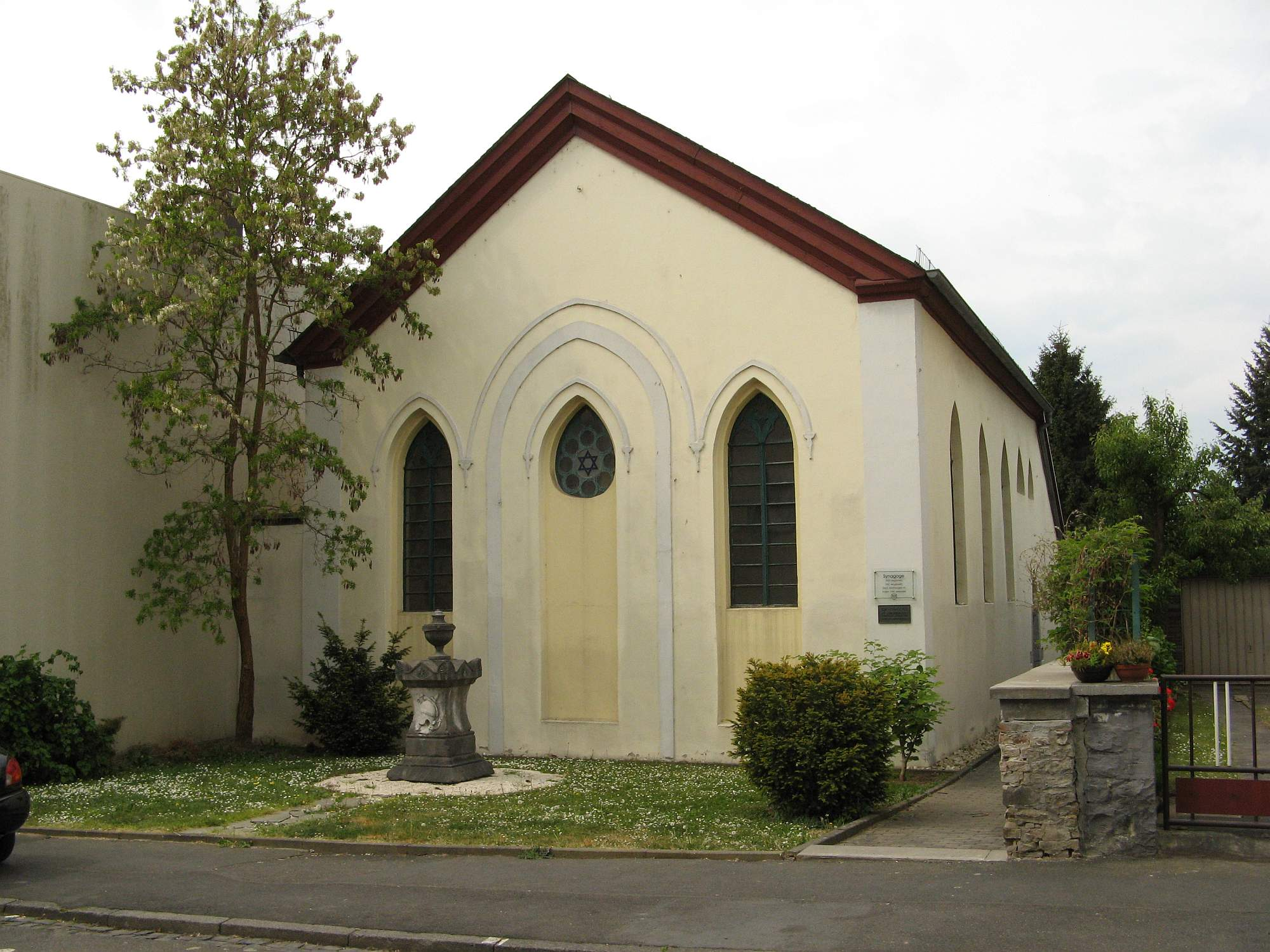
シナゴーグ
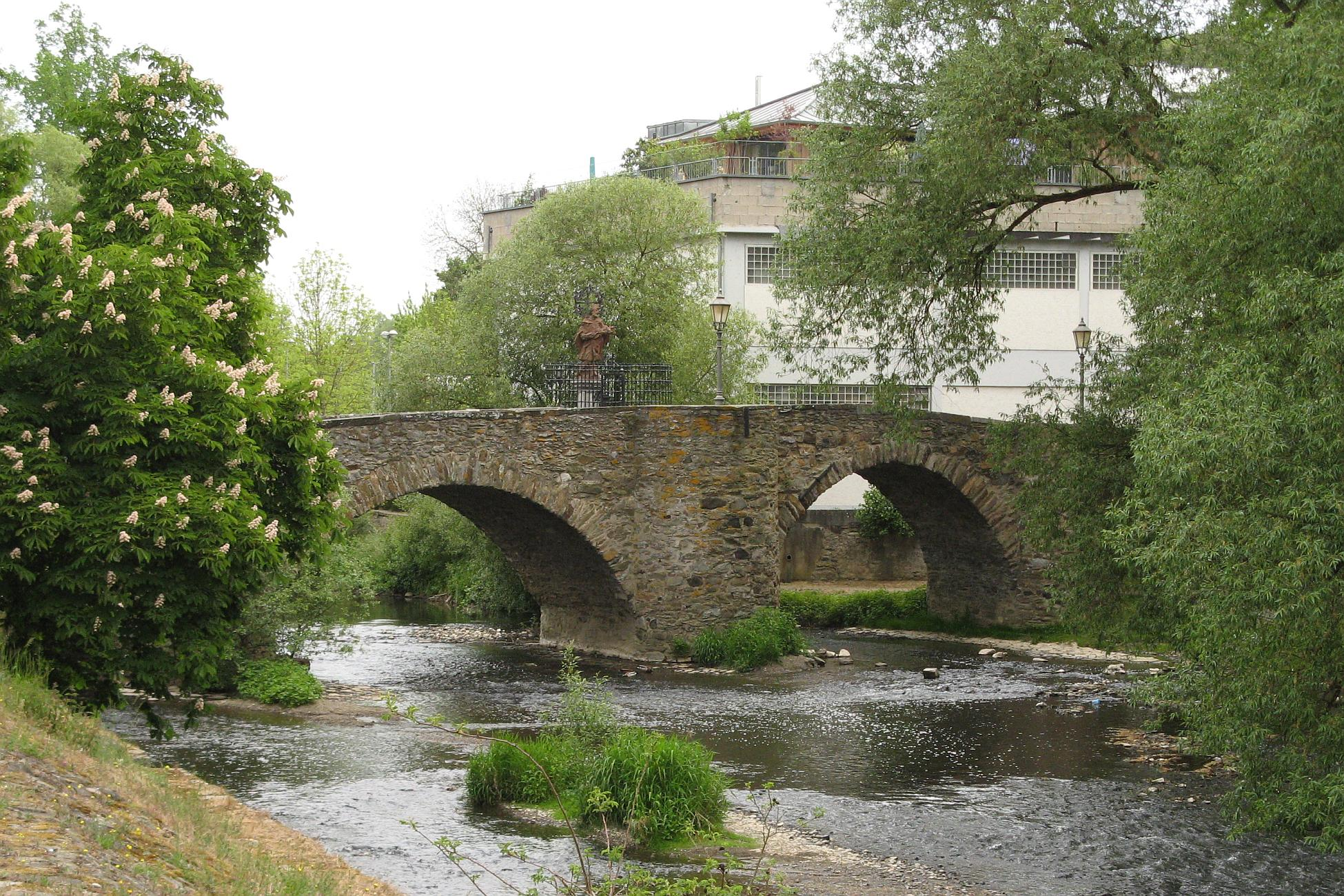
シュタイネルネ橋
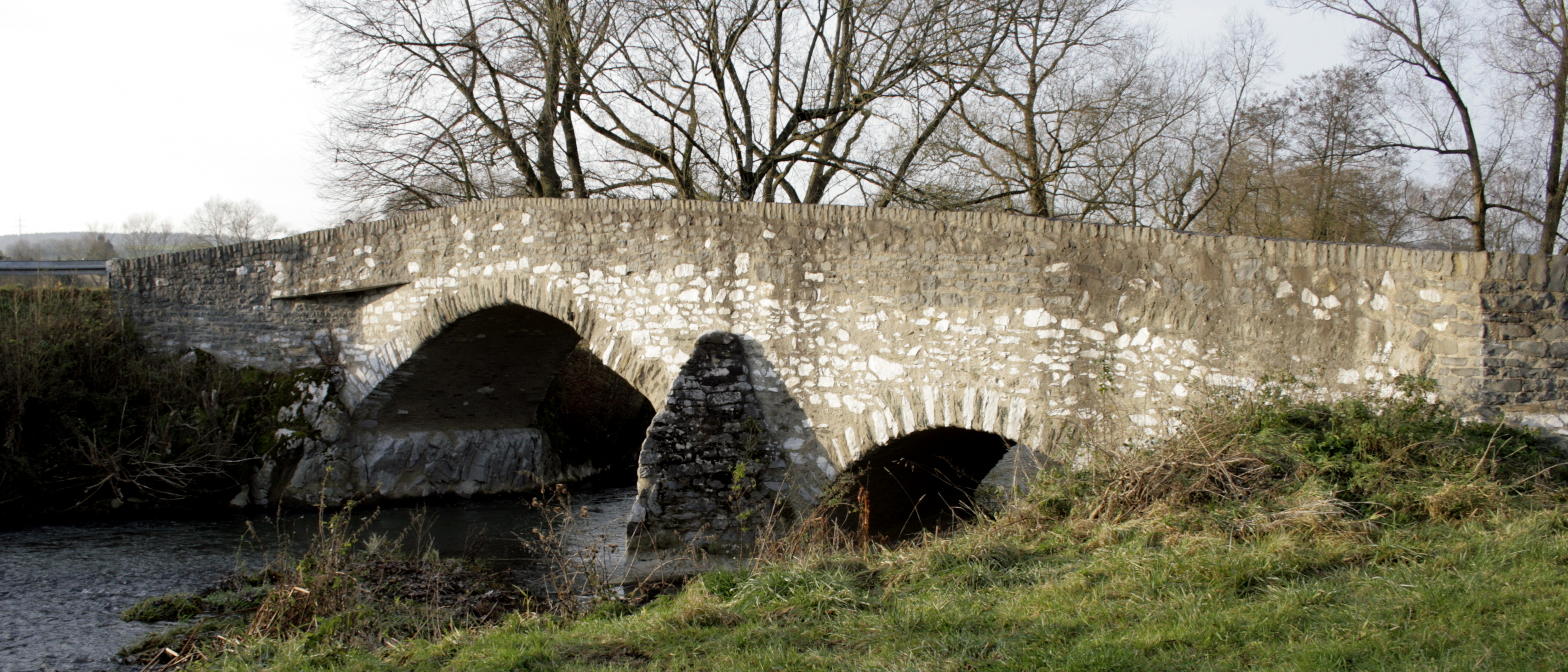
聖ヴェンデリン橋
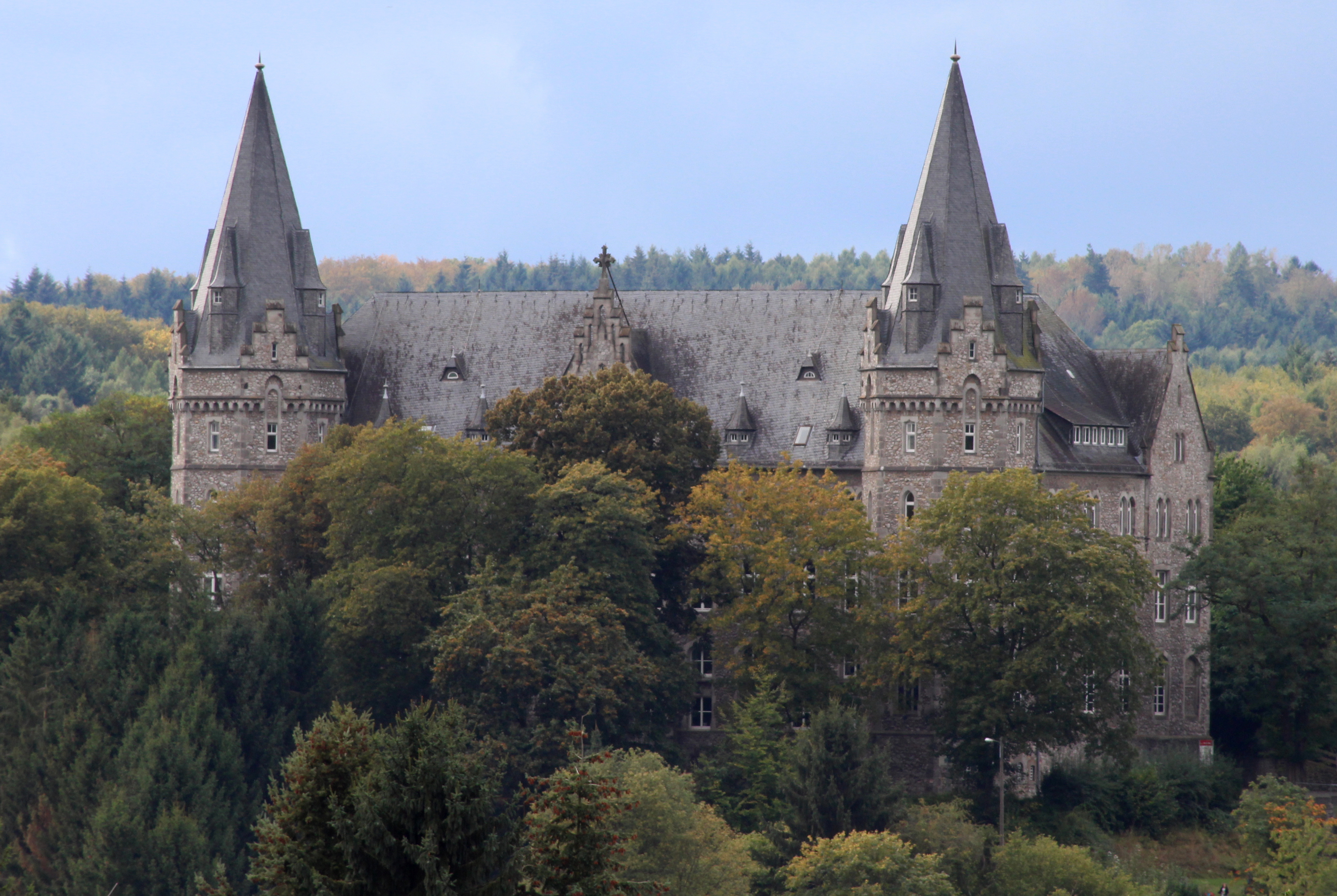
コンヴィクト

### 公園
ヘルツェンベルク礼拝堂の近くにバラ園がある。広さ約 3,000 m2 に160種類以上のバラ約2,000本が植えられている。

### クラブ
- カルネヴァルゲゼルシャフト 1928 ハーダマル e.V.（謝肉祭の運営団体）
- SV ロート＝ヴァイス・ハーダマル

## 経済と社会資本
ハーダマルはその歴史から行政都市である。大きな工業地区は存在しない。本市の最大の雇用主はヘッセン州社会福祉連合の精神病院である、メンヒベルクの社会福祉精神治療センターである。

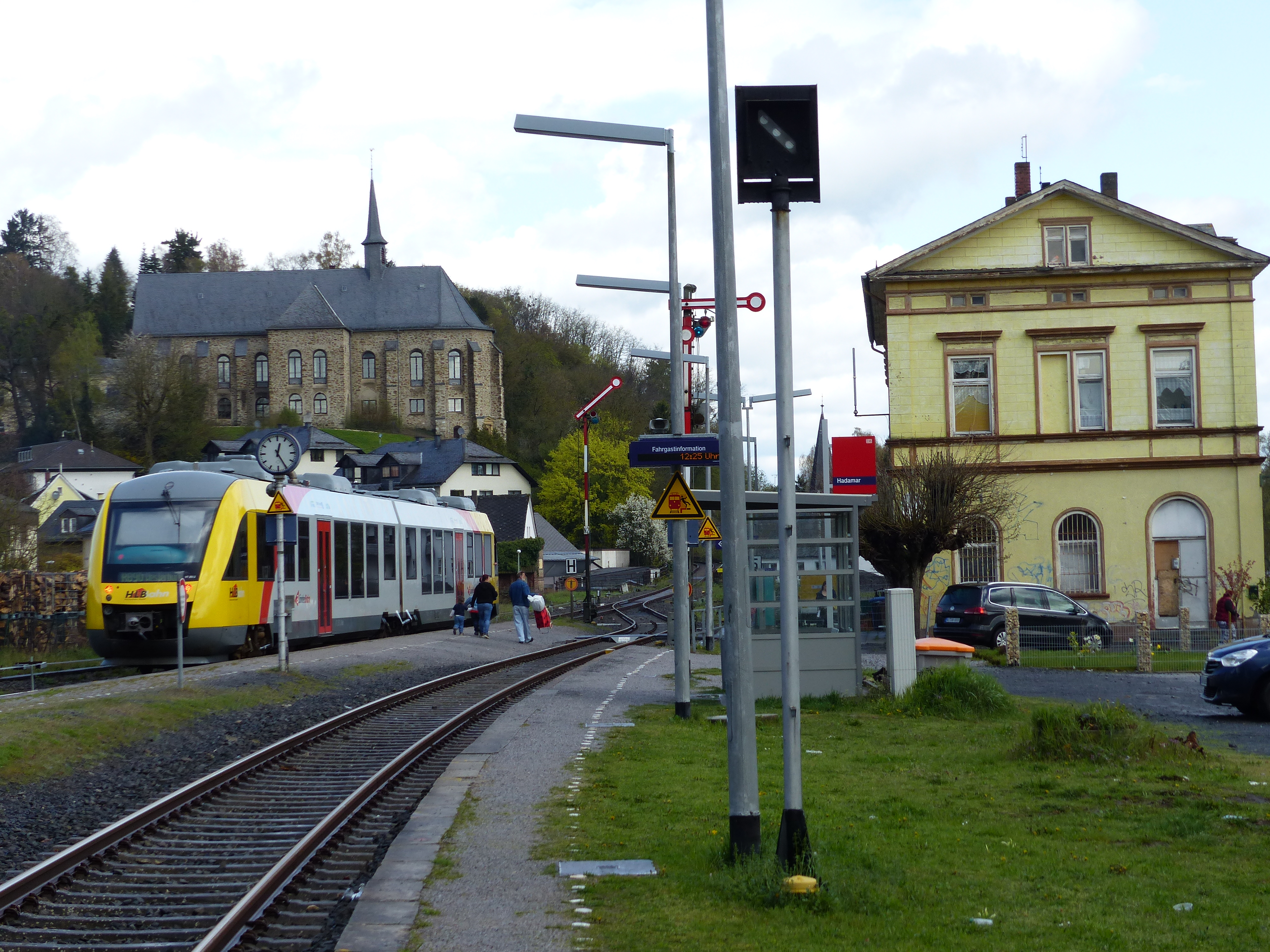
ハーダマル駅

### 交通
ハーダマルは、ジーゲンからヴィースバーデンに至る連邦道 B54号線沿線に位置している。
ハーダマルは、オーバーヴェスターヴァルト鉄道の沿線にあり、ニーダーハーダマル駅、ハーダマル駅、ニーダーツォイツハイム駅がある。これらには、ヘッセン州有鉄道のレギオナルバーン RB90（ヴェスターヴァルト＝ジーク線）が発着する。リムブルク・アン・デア・ラーンからは、コブレンツ、フランクフルト・アム・マイン、ヴィースバーデンへの直通列車があり、アウからはケルン行きの列車がある。

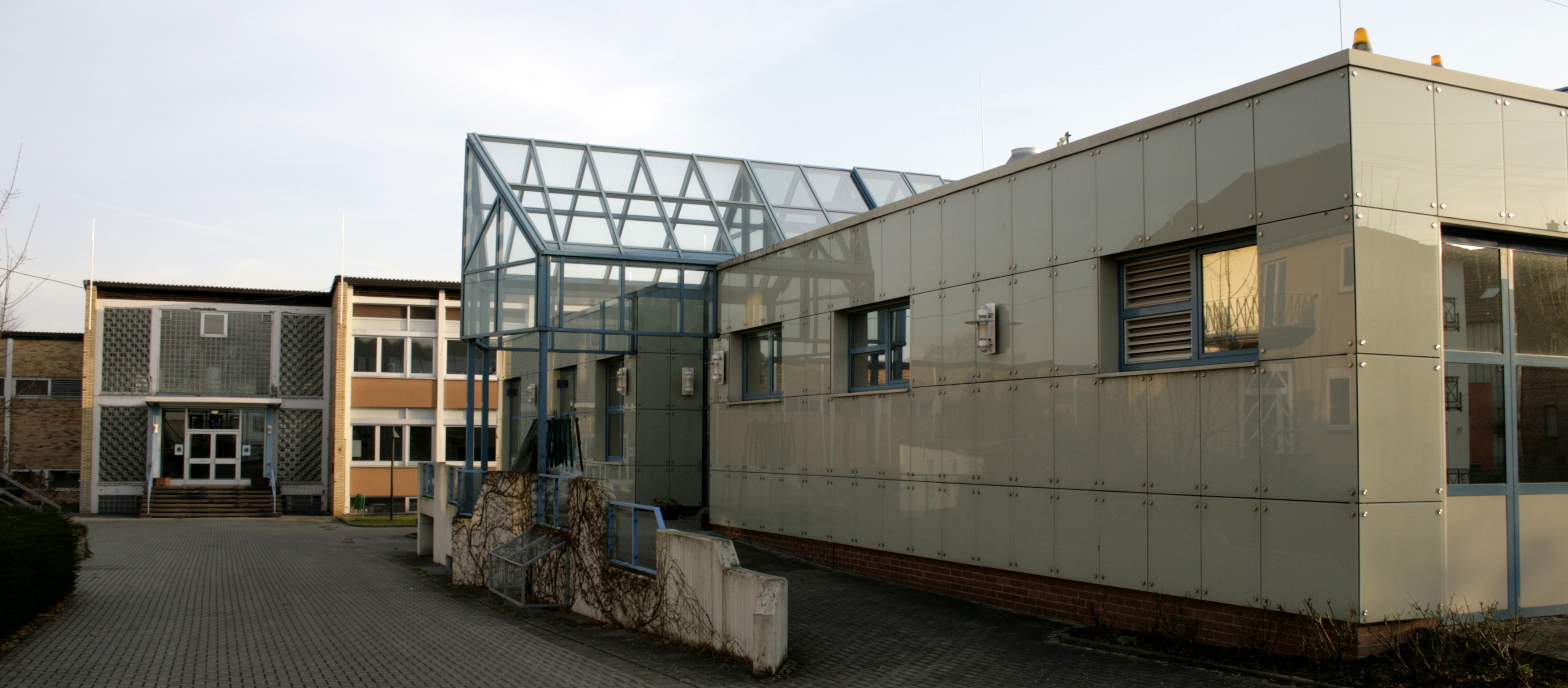
ニーダーハーダマルのガラス専門学校

### 教育
ハーダマル市内には基礎課程学校が5校ある。ハーダマル、ニーダーハーダマル、ニーダーツォイツハイム、オーバーツォイツハイム、シュタインバッハにそれぞれある。
上級学校であるフュルスト＝ルートヴィヒ＝シューレは、共同型総合学校として、本課程学校、実科学校、ギムナジウムの機能を果たしている。フュルスト＝ルートヴィヒ＝シューレの通学範囲は、ハーダマルの市域を超えており、ヘッセンで最も大きな共同型学校の1つとなっている。
ハーダマルにはさらにガラス職人訓練センターがある。ガラス職人のための連邦専門学校とエルヴィン＝シュタイン＝シューレ（州立ガラス専門学校）はこのセンターにある。エルヴィン＝シュタイン＝シューレはヘッセン州基本法の父であるエルヴィン・シュタインにちなんで命名された。2010年から聖アナ健康センターに介護職のための職業学校が入居している。
ハーダマルは、リムブルク聖堂少年合唱団の教育施設である寄宿制音楽学校の所在地である
ハーダマルに本部を置くヴェッツラー＝ラーン＝ディル＝エーダー教育工房およびリムブルク教育工房は、9つあるリムブルク司教区教育施設のうちの2校である。

### 機関、施設
- カトリックのマリンフリート保育園、ハーダマル
- カトリックの聖ウルズラ保育園・ファミリーセンター、ニーダーハーダマル
- 福音主義のテオドール・フリートナー保育園、ニーダーハーダマル
- カトリックの聖ペトルス保育園、ニーダーツォイツハイム
- カトリックの聖アントニウス保育園、オーバーツォイツハイム
- カトリックのマリア・ハイムズーフング保育園、シュタインバッハ
- カトリックの聖レオンハルト保育園、オーバーヴァイヤー
- ビムザラジム託児所、ニーダーハーダマル
- ヴィラ・ムジカ託児所、ハーダマル
- ハーダマル消防団
- ニーダーハーダマル消防団
- ニーダーツォイツハイム消防団
- オーバーヴァイヤー消防団
- オーバーツォイツハイム消防団
- シュタインバッハ消防団
- 労働福祉組合の社会福祉センター
- 聖アナ健康センター: 老人ホーム、看護学校、様々な治療院がかつての病院の建物内に入居している。

## 人物

### 出身者
- クリスチャン・エゲノルフ（1502年 - 1555年）出版業者
- ペーター・メランダー・フォン・ホルツアッペル（ドイツ語版、英語版）（1589年 - 1648年）三十年戦争でのプロテスタント側の司令官
- ナッサウ＝ハーダマル侯モーリッツ・ハインリヒ（ドイツ語版、英語版）（1626年 - 1679年）ナッサウ＝ハーダマル侯
- ナッサウ＝ハーダマル侯フランツ・アレクサンダー（ドイツ語版、英語版）（1674年 - 1711年）最後のナッサウ＝ハーダマル侯
- カール・ブラウン（ドイツ語版）（1822年 - 1893年）政治家
- カール・ヴィルヘルム・ディーフェンバッハ（1851年 - 1913年）画家
- カール・ファウスト（ドイツ語版）（1874年 - 1952年）植物学者
- クラウディア・ザルマン＝ラート（ドイツ語版、英語版）（1986年 - ）陸上競技（七種競技）選手
- マルセル・ライヒヴァイン（ドイツ語版、英語版）（1986年 - ）サッカー選手
- アンドレ・ルーダースドルフ（ドイツ語版、英語版）（1995年 - ）レーシングドライバー

### ゆかりの人物
- ナッサウ＝ハーダマル侯ヨハン・ルートヴィヒ（ドイツ語版、英語版）（1590年 - 1653年）ナッサウ＝ハーダマル侯領領主。ヴェストファーレン条約の皇帝側代表で署名者
- レア・ガーベイ（1973年 - ）歌手、ギターリスト。ベルリンの他に、妻の故郷であるハーダマルにも住んでいる。

## 関連文献
- Karl Josef Stahl (1974). Hadamar Stadt und Schloss. Eine Heimatgeschichte. Magistrat der Stadt Hadamar
- Jürgen Lanio (2011). Hadamar Residenzstadt der Fürsten von Nassau-Hadamar. Horb am Neckar: Geiger
- “Hessischen Bibliographie の Hadamarに関する図書検索結果”. 2021年1月1日閲覧。